# Aristóteles Romero
Hermes Aristóteles Romero Espinoza (ur. 18 października 1995 w Calabozo) – wenezuelski piłkarz występujący na pozycji pomocnika w Rayo Majadahonda.